# Polytrichaceae
Polytrichaceae Schwägr., 1830 è una famiglia di muschi, unica famiglia dell'ordine Polytrichales Cavers, 1911.

## Descrizione
È una famiglia di muschi con fusti eretti, di taglia variabile ma relativamente robusta.

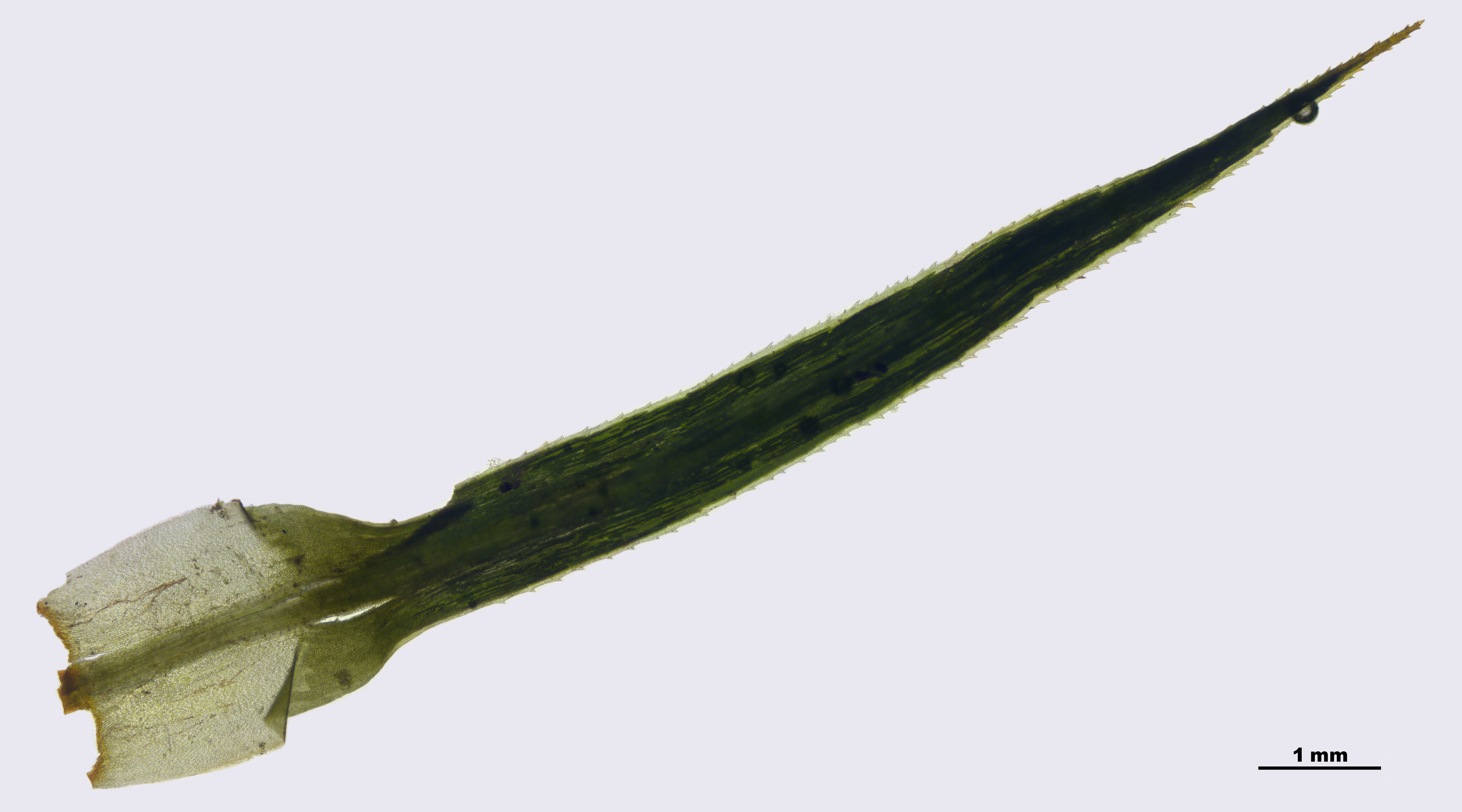
Foglia di Polytrichum formosum

Le foglie hanno una base membranacea più o meno espansa, inguainante il fusto, e presentano tipicamente una robusta nervatura centrale da cui si dipartono delle piccole lamelle longitudinali.

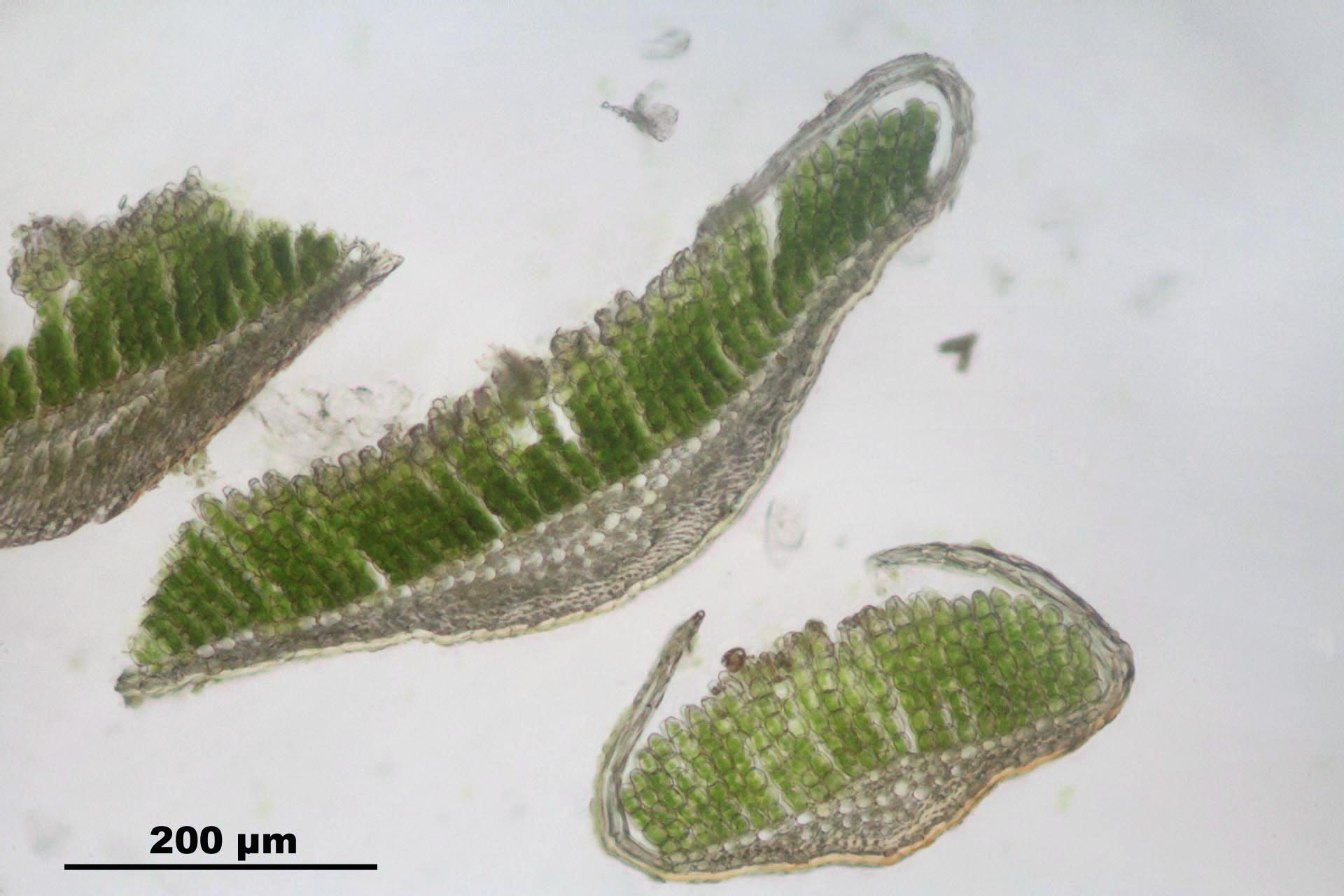
Sezioni trasversali di foglie di Polytrichum juniperinum.
Ben visibili la nervatura centrale e le lamelle.

Le lamelle sono sede di attività fotosintetica e permettono di aumentare sensibilmente la superficie della foglia a contatto con l'aria, facilitando gli scambi di CO2. Questa caratteristica rende le Polytricacee particolarmente adatte agli habitat soleggiati.
La capsula è portata da una lunga seta ed è di forma variabile, da sferica a cilindrica. Il peristomio è costituito da 32 o 64 denti al cui apice è attaccata una caratteristica membrana diaframmatica che regola la fuoriuscita delle spore.

## Distribuzione e habitat
La famiglia ha una distribuzione cosmopolita essendo presente in tutti i continenti compresa l'Antartide.

## Tassonomia
La famiglia comprende oltre 200 specie nei seguenti generi:
- Alophosia Cardot, 1905
- Atrichopsis Cardot, 1912
- Atrichum P.Beauv., 1804
- Bartramiopsis Kindb., 1894
- Dawsonia R.Br., 1811
- Delongia N.E.Bell, 2015
- Dendroligotrichum (Müll. Hal.) Broth., 1905
- Hebantia G.L.Merr., 1996
- Itatiella G.L.Sm., 1971
- Lyellia R.Br., 1818
- Oligotrichum DC., 1805
- Pogonatum P.Beauv., 1804
- Polytrichadelphus (Müll. Hal.) Mitt., 1859
- Polytrichastrum G.L.Sm., 1971
- Polytrichum Hedw., 1801
- Psilopilum Brid., 1827
- Steereobryon G.L.Sm., 1971

Sono inoltre noti i seguenti generi fossili:
- † Atrichites Ignatov & Shcherb., 2011
- † Eopolytrichum Konopka, Herend., G.L.Merr. & P.R.Crane, 1997
- † Meantoinea Bippus, Stockey, G.W.Rothwell & Tomescu, 2017

### Alcune specie

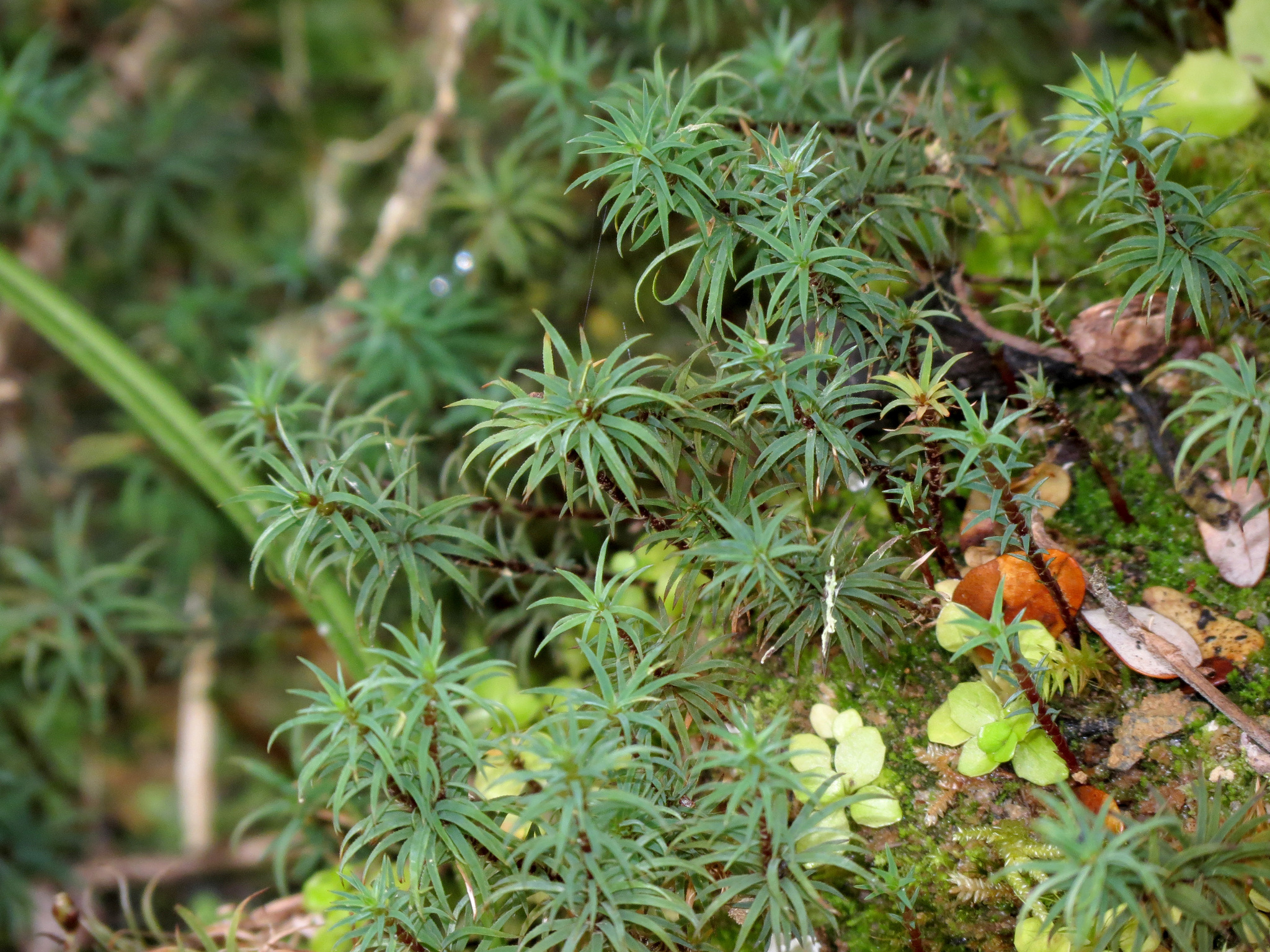
Dawsonia superba
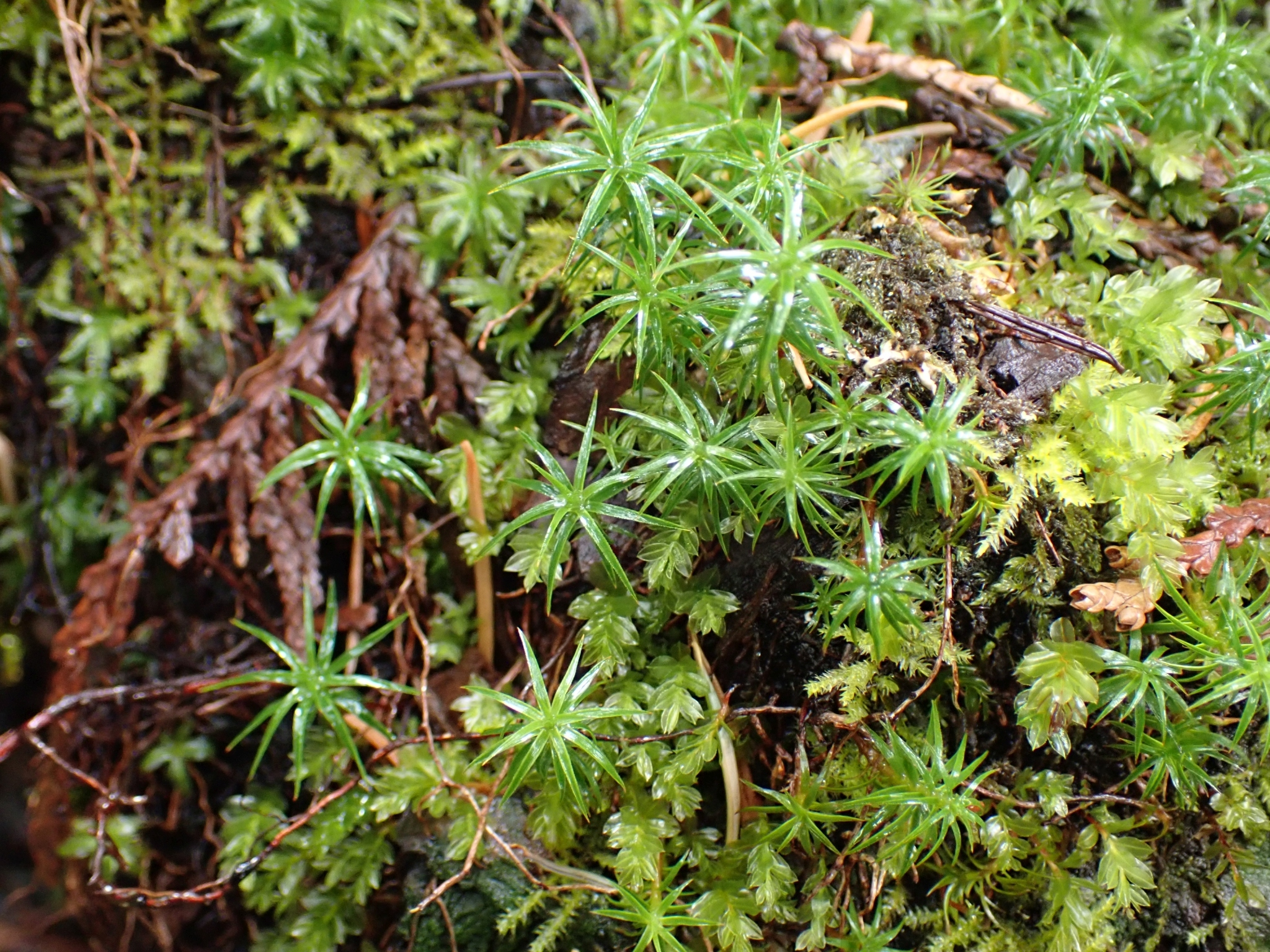
Polytrichastrum alpinum
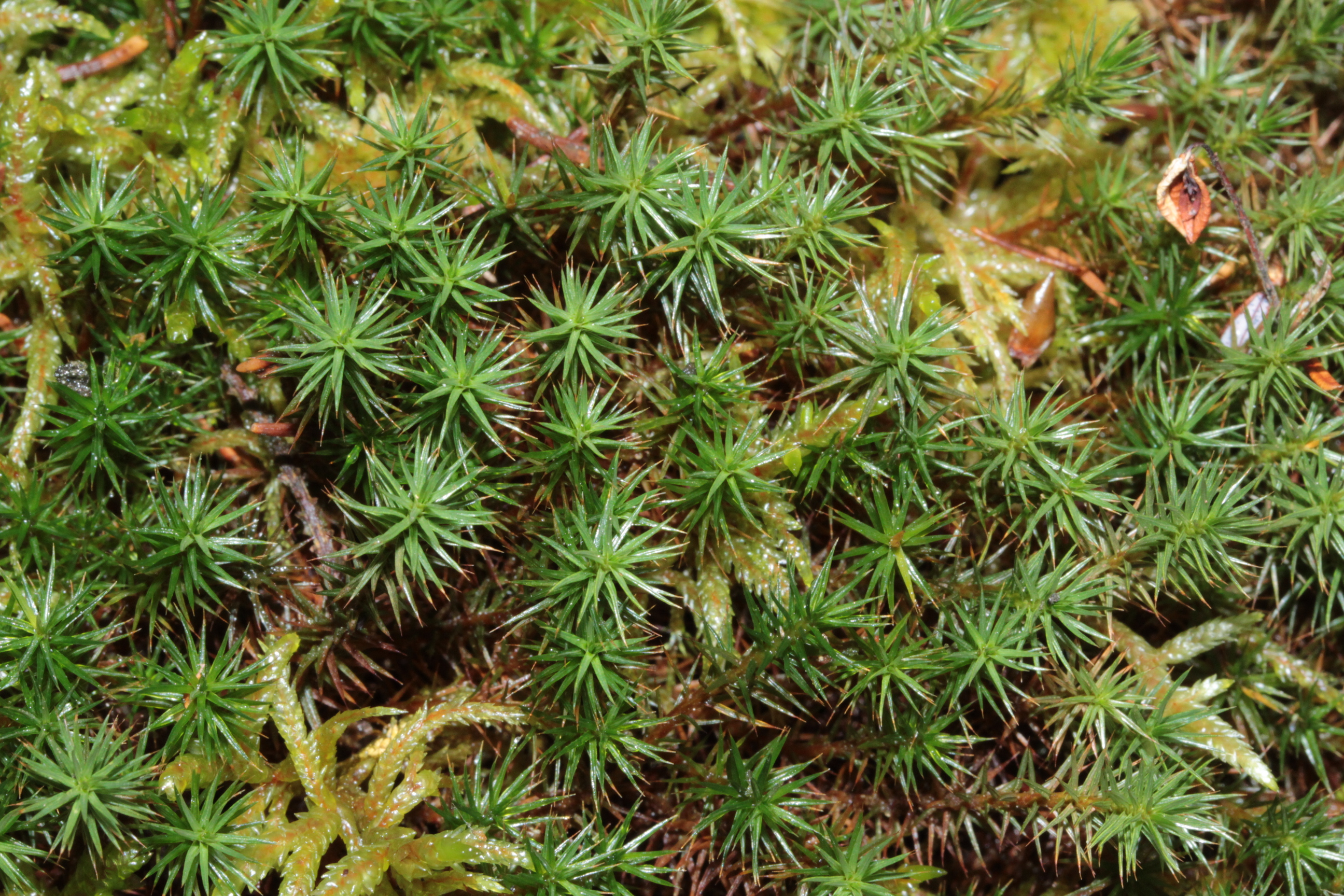
Polytrichum strictum